# Тегин (Краснодарский край)
Тегин — хутор в Лабинском районе Краснодарского края. Входит в состав Ахметовского сельского поселения.

## География
Хутор расположен на левом берегу реки Большой Тегинь.

## Население
| 2002 | 2010 |
| ---- | ---- |
| 14   | ↘7   |

## Улицы
- ул. Фрунзе.